# エンジェルス (映画)
『エンジェルス』（原題：Angels in the Outfield）は、1994年公開のアメリカ映画。

## 概要
1951年の『Angels in the Outfield』（日本未公開）のリメイク。1997年にアメリカンフットボールを舞台とする『エンジェルス2』(Angels in the Endzone)、2000年には続編の『エンジェルス3』(Angels in the Infield)が公開されている。
「優勝したら迎えに来る」という父の言葉を信じて弱小MLBチームエンジェルスを応援し続ける孤児院施設に預けられた少年と、その願いを叶えるべく奮闘する天使たちの起こす奇跡を描いたハートフルファンタジー。

## キャスト
※括弧内は日本語吹替
- ジョージ・ノックス - ダニー・グローヴァー（池田勝）
- ロジャー・ボーマン - ジョセフ・ゴードン＝レヴィット（大島一貴）
- J・P - ミルトン・デイヴィス・Jr（飯野翔太）
- マギー・ネルソン - ブレンダ・フリッカー（谷育子）
- アル - クリストファー・ロイド（富山敬）
- メル・クラーク - トニー・ダンザ（仲野裕）
- ハンク・マーフィ - ベン・ジョンソン（小島敏彦）
- ランチ・ワイルダー - ジェイ・O・サンダース（大塚明夫）
- ダニー・ハマーリング - エイドリアン・ブロディ
- ベン・ウィリアムズ - マシュー・マコノヒー
- ウィット・ベース - ニール・マクドノー（堀内賢雄）
- トリスキット・メスマー - トニー・ロンゴ（福田信昭）
- レイ・ミッチェル - ストーニー・ジャクソン（星野充昭）
- デヴィッド・モンターニュ - テイラー・ネグロン（塩沢兼人）
- ウォーリー - ティム・コンロン（関俊彦）
- ロジャーの父親 - ダーモット・マローニー（堀内賢雄）